# Ñandutí

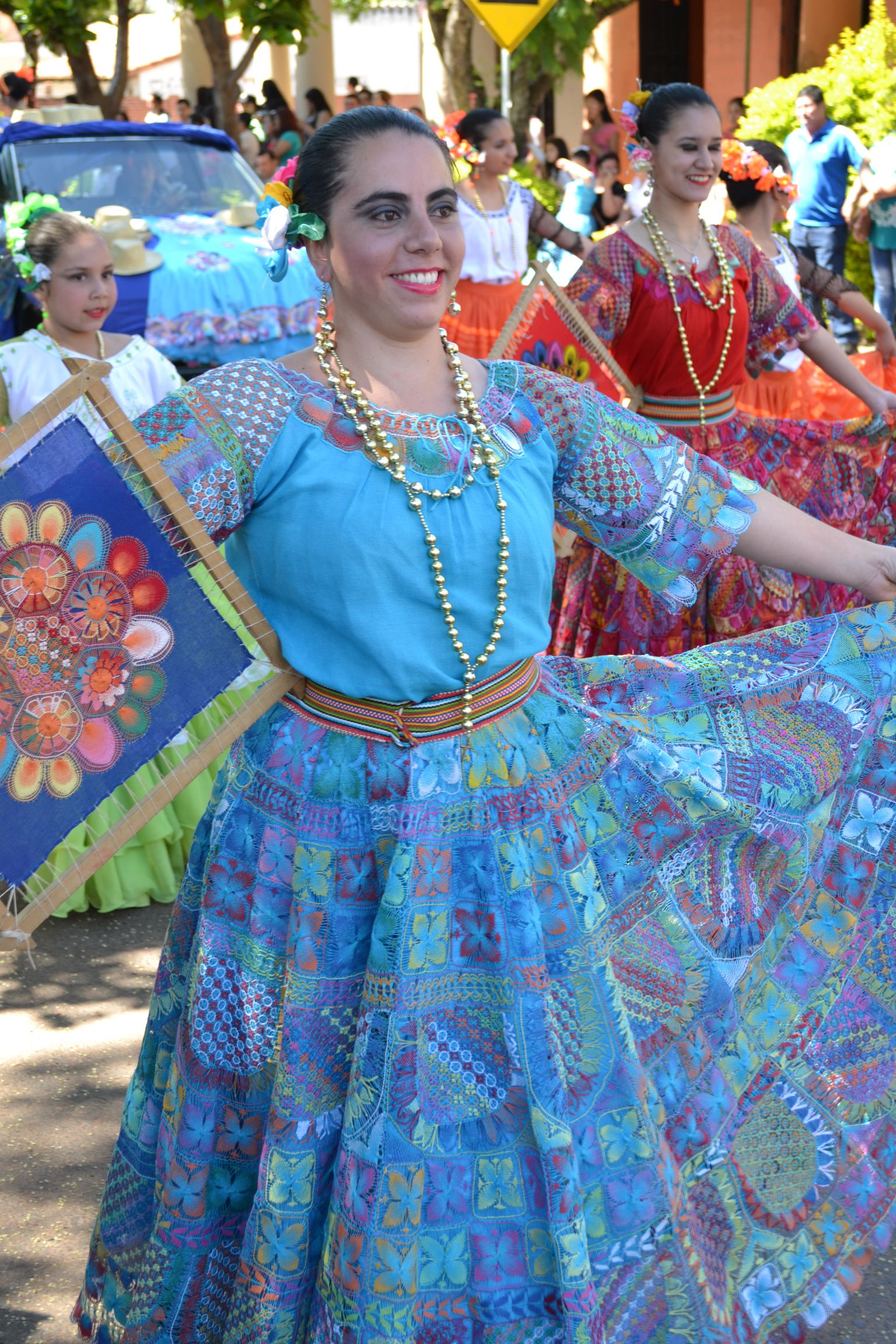
Šaty zdobené s ñandutí (na slavnosti ve městě Itauguá v říjnu 2016)

Ñandutí je jemná vyšívaná krajka vyráběná tradičně v Paraguayi.
Kocem 18. století začaly domorodé, řemeslně zručné obyvatelky Paraguaye kopírovat od Španělek techniku výroby sluníčkové krajky pod jménem ñandutí (v guaranštině: pavučina). Protože Paraguay byla poměrně izolovaná od ostatního světa, vyvinul se bez vnějších vlivů jedinečný druh krajky. 
Na začátku 21. století se výroba ñandutí soustřeďuje na čtyři regiony východně od hlavního města Asunción. Jsou to: Itauguá, Pirayú, Guarambaré a Carapeguá.

## Způsob výroby
Na bavlněné podkladové tkanině napnuté v dřevěném rámu se zakreslí vzor krajky. Vnější kraj motivu se štepuje, vnitřní elementy se vyšívají. Hotová výšivka se pak odstřihne od podkladové tkaniny.
Krajka se zhotovuje z hedvábné nebo bavlněné příze, často v pestrých barvách.  

### Použití
Ubrusy, dečky, ozdoby dámských oděvů aj.